# HMS Lord Nelson
La HMS Lord Nelson fu una corazzata pre-dreadnought dell'omonima classe varata nel 1906 e completata nel 1908. Fu l'ultima pre-dreadnought della Royal Navy. La nave fu l'ammiraglia della Channel Fleet quando iniziò la prima guerra mondiale nel 1914. La  Lord Nelson fu trasferita nel Mediterraneo all'inizio del 1915 per partecipare alla campagna dei Dardanelli. Rimase poi lì, diventando l'ammiraglia della Squadra del Mediterraneo Orientale, che fu in seguito chiamata Squadra dell'Egeo. Dopo la resa dell'impero ottomano nel 1918 la nave fece rotta per il Mar Nero dove rimase come ammiraglia di squadra fino al ritorno in patria nel maggio del 1919. La Lord Nelson fu messa in riserva al suo arrivo e venduta per la demolizione nel giugno 1920.

## Costruzione e descrizione
La HMS Lord Nelson fu impostata da Palmers Shipbuilding and Iron Company a Jarrow il 18 maggio 1905 e varata il 4 settembre 1906. Il completamento fu rallentato dal dirottamento dei suoi cannoni da 305 mm e relative torrette per rendere più rapida la costruzione della Dreadnought così non fu completata prima dell'ottobre 1908. Non fu l'ultima pre-dreadnought ad essere impostata per la Royal Navy ma fu l'ultima ad entrare in servizio.
La Lord Nelson dislocava 18.106 t a pieno carico quando costruita, con una lunghezza di 135,2 m, una larghezza di 24,2 m e un pescaggio di 7,9 m. Era propulsa da due motori a vapore a quattro cilindri verticali a tripla espansione, che sviluppavano un massimo di 12.490 kW di potenza e spingevano la nave fino a 18 nodi di velocità.
La nave era armata con quattro cannoni da 305 mm Mk X in due torrette binate, una a prua e a poppa. L'armamento secondario consisteva in dieci cannoni da 234 mm Mk XI in quattro torrette binate agli angoli della sovrastruttura principale più una torretta singola per lato. La nave montava anche 24 cannoni a tiro rapido da 76 mm e cinque tubi lanciasiluri da 450 mm con 23 siluri di scorta.

## Servizio

### Prima della prima guerra mondiale
La HMS Lord Nelson fu consegnata alla riserva il 1 dicembre 1908 presso l'arsenale di Chatham, come aggiunta della divisione del Nore della Home Fleet con un equipaggio ridotto. Entrò pienamente in servizio per la prima volta il 5 gennaio 1909, prendendo il posto della HMS Magnificent come ammiraglia della divisione e in aprile divenne parte della Prima Divisione della Home Fleet. Nel gennaio 1911 fu trasferita alla Seconda Divisione della Home Fleet e nel maggio 1912 al 2nd Battle Squadron. Fu temporaneamente unita al 4th Battle Squadron nel settembre 1913. nell'aprile 1914 sostituì la corazzata HMS Queen come nave ammiraglia della Channel Fleet.

### Prima guerra mondiale
Dopo l'inizio della prima guerra mondiale, nell'agosto 1914 la Lord Nelson fu assegnata alla Quinta Squadra di Battaglia della Channel Fleet, con base a Portland. Con altre navi coprì il trasporto in Francia di truppe della British Expeditionary Force, al comando di Sir John French. Il 14 novembre 1914 fu trasferita a Sheerness per pattugliare la costa inglese contro una possibile invasione tedesca. Ritornò a Portland il 30 dicembre 1914 e fu utilizzata per difendere i porti dell'Inghilterra meridionale e pattugliare la Manica fino al febbraio 1915.

#### Campagna dei Dardanelli
Nel febbraio 1915 la Lord Nelson fu selezionata per partecipare alla campagna dei Dardanelli. Partì da Portland il 18 febbraio e si unì al British Dardanelles Squadron presso Mudros otto giorni dopo. Prese parte al seguente bombardamento dei forti più interni in febbraio. Supportò un piccolo assalto anfibio il 4 marzo e partecipò ad un nuovo bombardamento il 6 marzo 1915.  Il 7 marzo si ritrovò sotto pesante fuoco incrociato dei forti ottomani e fu colpita molte volte, incluso da una palla di cannone di pietra che un ufficiale, Arthur Baker, tenne come ricordo presso la chiesa di Longcross. Fu danneggiata alle sovrastrutture e agli alberi ed ebbe lo scafo perforato sotto il galleggiamento, fatto che portò all'allagamento di due carbonili. 

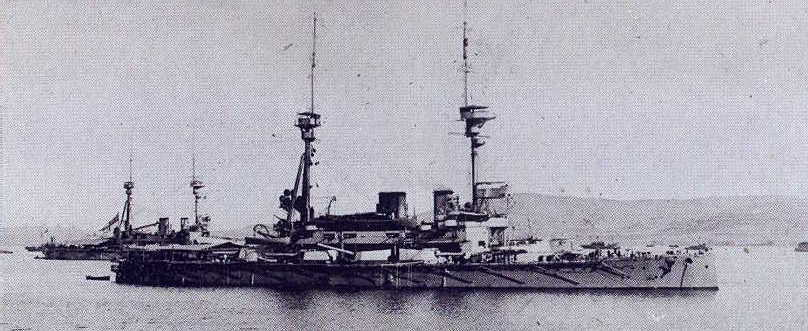
La HMS Lord Nelson ancorata ai Dardanelli nel 1915. Dietro è ancorata la sorella HMS Agamemnon.

Dopo le riparazioni avvenute a Malta, la nave tornò ai Dardanelli per l'attacco principale ai forti del 18 marzo. In seguito bombardò le batterie costiere ottomane il 6 maggio, prima della seconda battaglia di Krithia.
La Lord Nelson prese il posto della corazzata Queen Elizabeth come ammiraglia della Squadra dei Dardanelli il 12 maggio, issando la bandiera del vice ammiraglio Rosslyn Erskine-Wemyss. Il 20 giugno bombardò pontili ed ancoraggi a Gallipoli, aiutata dalla ricognizione di un pallone aerostatico, e inflisse danni significativi alla costa turca. Lord Kitchener installò i suoi quartieri generali a bordo in novembre e il 22 dicembre la Lord Nelson issò la bandiera del viceammiraglio John de Roebeck.

#### Operazioni nel Mediterraneo, 1916-1918
Con la fine della campagna dei Dardanelli nel gennaio 1916, durante la quale la nave non aveva sofferto alcuna perdita, le forze navali britanniche nell'area furono riorganizzate e la Lord Nelson divenne l'ammiraglia della Squadra del Mediterraneo Orientale,  rinominata Squadra dell'Egeo nell'agosto 1917.  La squadra fu divisa nell'area per difendere le isole in mano alleata, dare supporto all'esercito britannico a Salonicco e bloccare l'ingresso dei Dardanelli all'incrociatore da battaglia tedesco Goeben e all'incrociatore leggero Breslau. La Lord Nelson passò il resto della guerra a Salonicco o a Mudros, alternandosi tra le due basi con la sorella Agamemnon, anche se la base principale per lei rimase Salonicco.
Secondo lo storico navale Ian Buxton, il ruolo più importante della Royal Navy era di bloccare i Dardanelli, Impedendo l'ingresso dell'SMS Goeben dal Mar Nero. Il 12 gennaio 1918 il contrammiraglio Arthur Hayes-Sadler issò la sua insegna sulla Lord Nelson a Mudros come nuovo comandante della Squadra dell'Egeo. Necessitando di un trasporto per poter presenziare a Salonicco una riunione dell'esercito britannico ed essendo il suo yacht personale non disponibile, Hayes-Sadler optò per essere portato a Salonicco dalla Lord Nelson, che così non poté essere presente al forzo del blocco dei Dardanelli da parte del Goeben e del Breslau, che avvenne il 20 gennaio. La nave non poté tornare in tempo per partecipare alla battaglia di Imbros o per intercettare il Goeben prima che si potesse riparare nei Dardanelli. La Lord Nelson fu in seguito raddobbata a Malta in ottobre.

### Dopoguerra
La Lord Nelson fu parte della squadra britannica che andò a Costantinopoli nel novembre 1918 dopo l'armistizio dell'Impero Ottomano, dopo il quale servì come nave ammiraglia nel Mar Nero. Nell'aprile 1919 trasportò il Gran Duca Nicola e il Gran Duca Pietro di Russia dal Mar Nero a Genova.
La Lord Nelson ritornò nel Regno Unito nel maggio 1919 e fu posta in riserva fino all' agosto 1919, quando fu posta in una lista di vendita. Il 4 giugno 1920 fu venduta alla Stanlee Shipbreaking Company di Dover. Fu rivenduta alla Slough Trading Company  l'8 novembre 1920 e poi nuovamente a demolitori tedeschi. Fu rimorchiata per iniziare la demolizione in Germania nel gennaio 1922.